# Слатінський Ізвор
Слатінський Ізвор (мак. Слатински Извор) — найбільша печера в Македонії,, що розташована на околицях село Слатіна у регіоні Поріччя, на лівому березі Слатінської річки, у безпосередній близькості місця впадіння у річку Треска. У 2011 році печеру оголошено пам'яткою природи. Печера утворена в доломітовому мармурі, точний вік невідомий. Розвідана довжина печери становить 800 м, проте вважається що загальна довжина становить близько 4 км. В окремих ділянках головного проходу переважають печерні стовпи та сталактити, а в найглибшій ділянці печери утворені сталагміти. У печері протікає підземна річка довжиною від 557 м, що утворює невеликі озерця у яких є присутність ракоподібних, так і велике зелене печерне озеро.
По довжині, місцю розташування та внутрішньому інтер'єру печера Слатінський Ізвор має великий туристичний потенціал.